# Aurea stinga
Aurea stinga är en fjärilsart som beskrevs av Evans 1957. Aurea stinga ingår i släktet Aurea och familjen juvelvingar. Inga underarter finns listade i Catalogue of Life.